# Цимдиньш, Петерис Аугустович
Петерис Аугустович Цимдиньш (Pēteris Cimdiņš; 21 августа 1944 — 25 января 2024) — латвийский учёный (гидробиолог, эколог) и государственный деятель, действительный член Академии наук Латвии (1992), министр высшего образования и науки (1995—1997).

## Биография
Родился 21 августа 1944 года в Вецпиебалгской волости Латвии.
Окончил среднюю школу Вецпиебалги и биологический факультет Латвийского университета (1972).
С 1972 по 1995 год работал в Институте биологии Латвийской академии наук: младший, старший научный сотрудник. В 1978 году в Тартуском университете защитил кандидатскую диссертацию. С 1986 по 1995 год зав. лабораторией гидробиологии. В 1989 году защитил докторскую диссертацию. В 1992 году присвоено звание профессора.
В 1995—1997 годах государственный министр высшего образования и науки Латвии.
С 1993 года по совместительству, с 1997 года по основной работе профессор Латвийского университета, читал курсы «Лимнология», «Экология и охрана окружающей среды». В 2001—2005 годах ректор Видземского университета прикладных наук.
В 1992 году избран сначала членом-корреспондентом, а затем действительным членом Латвийской академии наук.
До середины 1990-х годов сфера научных интересов — малые реки Латвии. Затем перешёл к исследованиям в области экологии и науки об окружающей среде.
Лауреат премии Кабинета министров Латвии 2004 года. Заслуженный деятель науки Латвии (2007).
Жена — Аусма Цимдиня (1950), филолог.

## Сочинения
- Биоценотический анализ экологического состояния малых рек: диссертация на соискание ученой степени доктора биологических наук / П. А. Цимдинь; рец.: В. А. Свешников, М. М. Телитченко, Л. А. Кутикова; Институт эволюции морфологии и экологии животных им. А. Н. Северцова АН СССР. — Москва, 1989.
- Малые реки / П. Цимдиньш, Р. Лиепа. — Рига : Зинатне, 1983. — 63 с. : ил., 4 л. ил.; 17 см.
- Пирамида, рождённая солнцем / П. Цимдиньш; Латв. о-во охраны природы и памятников АН ЛатвССР, Ин-т биологии. — Рига : Зинатне, 1988. — 86,[2] с., [4] л. ил. : ил.; 17 см. — (Природа и мы).; ISBN 5-7966-0038-9
- Малые реки Латвии : [Пер. с латыш.] / П. Цимдинь, Р. Лиепа; АН ЛатвССР, Ин-т биологии, Латв. о-во охраны природы и памятников. — Рига : Зинатне, 1989. — 75,[2] с., [4] л. ил. : ил.; 17 см; ISBN 5-7966-0334-5 : 35 к.
- M.Klavins, P.Cimdins. Economy and environment in transition societies: case study in Latvia. — Riga: University of Latvia, 1994, 78 pp.
- Cimdiņš P. Limnoekoloģija. Rīga: Latvijas Universitāte, 2001. 159 lpp.